# Langues en Irlande
Cet article concerne les langues de l'île d'Irlande ou les langues de la république d'Irlande.
Plusieurs langues sont parlées sur l'île d'Irlande. Certaines ont un statut de langue officielle, :
- l’irlandais, langue nationale et première langue officielle,
- l'anglais, deuxième langue officielle et langue la plus parlée,

Tandis que le scots d'Ulster n'a pas ce statut, mais est parlée dans la province d'Ulster.
Malgré l'indépendance et l'utilisation d'une signalisation routière bilingue, la république d'Irlande n'a pu relancer complètement la langue irlandaise. L'extrême pauvreté du pays, qui ne s'est pas résolue dans les premières décennies suivant l'indépendance, en 1919, faisait de l'émigration une activité économique de première importance, et les Irlandais continuaient d'émigrer dans des pays anglophones, comme au XIXe siècle. Néanmoins, une partie de l'ouest de l'Irlande, dite gaeltacht, se démarque comme zone où l'irlandais demeure langue maternelle et langue vivante première. À Dublin, la place de l'irlandais est moindre, cependant, depuis l'indépendance, les écoliers de l'état d'Irlande apprennent aussi la langue irlandaise, en plus de l'anglais. Sur les quinze députés européens sur l'île d'Irlande, six s'expriment correctement en irlandais.

## En république d'Irlande
- Le gaélique irlandais (Gaeilge)

Carte du Gaeltacht.

D'après la Constitution de l'Irlande, la langue irlandaise est reconnue comme première langue officielle de l'État et l'anglais est reconnue comme une seconde langue officielle.
D'après le recensement de 2011, 41 % des habitants du pays, soit 1,8 million de personnes (1 767 555 exactement), ont une certaine connaissance de la langue avec un pic à 70 % chez les scolaires. Mais elle n'est que très peu utilisée en dehors du système scolaire : seulement 1,8 % des habitants du pays disent qu'ils parlent quotidiennement cette langue et seulement 2,6 % hebdomadairement.
L’apprentissage de la langue irlandaise est obligatoire dans les écoles primaires et secondaires[réf. souhaitée]. 
Parmi les quatre chaînes publiques, TG4 est la seule chaîne publique en irlandais, elle a un budget annuel de 40 millions d’euros. Il y a aussi une chaîne satellite pour les enfants en irlandais et une chaîne d'informations bilingue en ligne.
Il existe cinq stations de radio entièrement en irlandais ; une station nationale RTÉ Raidió na Gaeltachta, deux stations de radio pour les jeunes Anocht FM et Raidió Rí-Rá et une station à Dublin Raidió na Life et une autre à Belfast Raidió Fáilte. 
Il y a un journal quotidien Nuacht24, un hebdomadaire Foinse et un mensuel Saol.
- Shelta, cant ou gammon est la langue secrète (cryptolecte) des Travellers irlandais avec 20 000 à 80 000 locuteurs.

## En Irlande du Nord
- Le gaélique irlandais (Gaeilge), une langue celtique gaélique. Différent, quoique proche parent, du gaélique écossais. Par ailleurs, c'est également la première langue officielle de la république d'Irlande, où l'anglais n'est, constitutionnellement, qu'une langue auxiliaire[réf. souhaitée].

- Le scots d'Ulster, (Ulstèr-Scotch). Variété du scots d'Écosse.

## Statistiques
182 langues parlées dans les foyers irlandais ont été recensées en 2011.
| R. |
| -- |
| 1  |
| 2  |
| 3  |
| 4  |
| -  |
|    |

| Langue    | %    | #         |
| --------- | ---- | --------- |
| Anglais   | 87,1 | 3 996 999 |
| Polonais  | 2,6  | 119 526   |
| Irlandais | 1,7  | 77 185    |
| Français  | 1,2  | 56 430    |
| Autres    | 7,4  | 338 112   |
| Total     | 100  | 4 588 252 |

## Enseignement des langues étrangères
Le pourcentage de la population totale des élèves du niveau primaire qui apprennent le français en 2009/2010 est de 2,9 % (contre 0,8 % pour l'allemand), ce qui fait du français la langue étrangère la plus enseignée du pays en primaire (l'anglais et l'irlandais étant les langues nationales).
Les langues étrangères les plus étudiées en pourcentage d’élèves qui les apprennent dans l’enseignement secondaire inférieur (CITE 2) en 2009/2010 sont les suivantes, :
| Rang |
| ---- |
| 1    |
| 2    |
| 3    |
| 4    |
| -    |

| Langue   | %      |
| -------- | ------ |
| Français | 65,5 % |
| Allemand | 20,1 % |
| Espagnol | 12,0 % |
| Italien  | 0,7 %  |
| Russe    | 0,0 %  |

Les langues étrangères les plus étudiées en pourcentage d’élèves qui les apprennent dans l’enseignement secondaire supérieur (CITE 3) d’orientation générale et préprofessionnelle/professionnelle en 2009/2010 sont les suivantes :
| Rang |
| ---- |
| 1    |
| 2    |
| 3    |
| 4    |

| Langue   | %      |
| -------- | ------ |
| Français | 60,6 % |
| Allemand | 16,3 % |
| Espagnol | 11,4 % |
| Italien  | 1,9 %  |

Les pourcentages d'élèves étudiant l'anglais, le français, l'allemand, l'espagnol et le russe dans l’enseignement secondaire supérieur (niveau CITE 3) d’orientation générale en 2009/2010 sont les suivants :
| Rang |
| ---- |
| -    |
| -    |
| -    |
| -    |

| Langue   | %      |
| -------- | ------ |
| Français | 58,2 % |
| Allemand | 16,4 % |
| Espagnol | 11,1 % |
| Russe    | 0,2 %  |

Les pourcentages d'élèves étudiant l'anglais, le français, l'allemand, l'espagnol et le russe dans l’enseignement secondaire supérieur (niveau CITE 3) d’orientation préprofessionnelle/professionnelle en 2009/2010 sont les suivants :
| Rang |
| ---- |
| -    |
| -    |
| -    |
| -    |

| Langue   | %      |
| -------- | ------ |
| Français | 65,9 % |
| Allemand | 16,2 % |
| Espagnol | 12,3 % |
| Russe    | 0,1 %  |